# Meri Anglés
Meri Anglés es una actriz española de televisión, cine y teatro. Con tan sólo 22 años estrena en agosto de 2020, como protagonista, la película internacional Themesis.
Meri Anglés se formó en la escuela de interpretación Eolia dirigida por Dagoll Dagom. Allí se matriculó en artes escénicas. Empezó  su carrera haciendo pequeñas partes en películas y cortometrajes. Saltó a la gran pantalla  por su interpretación de Elfa, personaje de reparto  en el largometraje La Navidad en sus Manos  dirigido por Joaquín Mazon y protagonizada por Santiago Segura. El 13 de septiembre de 2019 se estrenó Dolorosa Gioia, dirigida por Gonzalo López, donde interpreta a Leonora Además. Ha participado en proyectos internacionales de teatro como La Casa de Bernarda Alba. En 2021 rodó Génesis con el director de cine Rubén Sánchez. En 2024 rodó como reparto el proyecto La verbena dirigido por Rubén Sánchez y producido por Carla Fernández.

## Filmografía
| Cine y televisión | Cine y televisión           | Cine y televisión |
| Año               | Título                      | Personaje         |
| ----------------- | --------------------------- | ----------------- |
| 2019              | Dolorosa Gioia              | Leonora D’Este    |
| 2019              | Souls                       | Clara             |
| 2020              | Themesis                    | Marta             |
| 2020              | Pioneras (serie documental) | Prostituta        |
| 2020              | Génesis                     | Anne              |
| 2023              | La navidad en sus manos     | Elfa              |
| 2024              | La verbena                  | Carla             |